# Saint-Forgeux-Lespinasse
 Saint-Forgeux-Lespinasse  es una población y comuna francesa, situada en la región de Ródano-Alpes, departamento de Loira, en el distrito de Roanne y cantón de La Pacaudière.

## Demografía
| 468 | 437 | 385 | 404 | 416 | 416 |
| Para los censos de 1962 a 1999 la población legal corresponde a la población sin duplicidades (Fuente: INSEE [Consultar]) |     |     |     |     |     |